# Sacramentaire de Tyniec

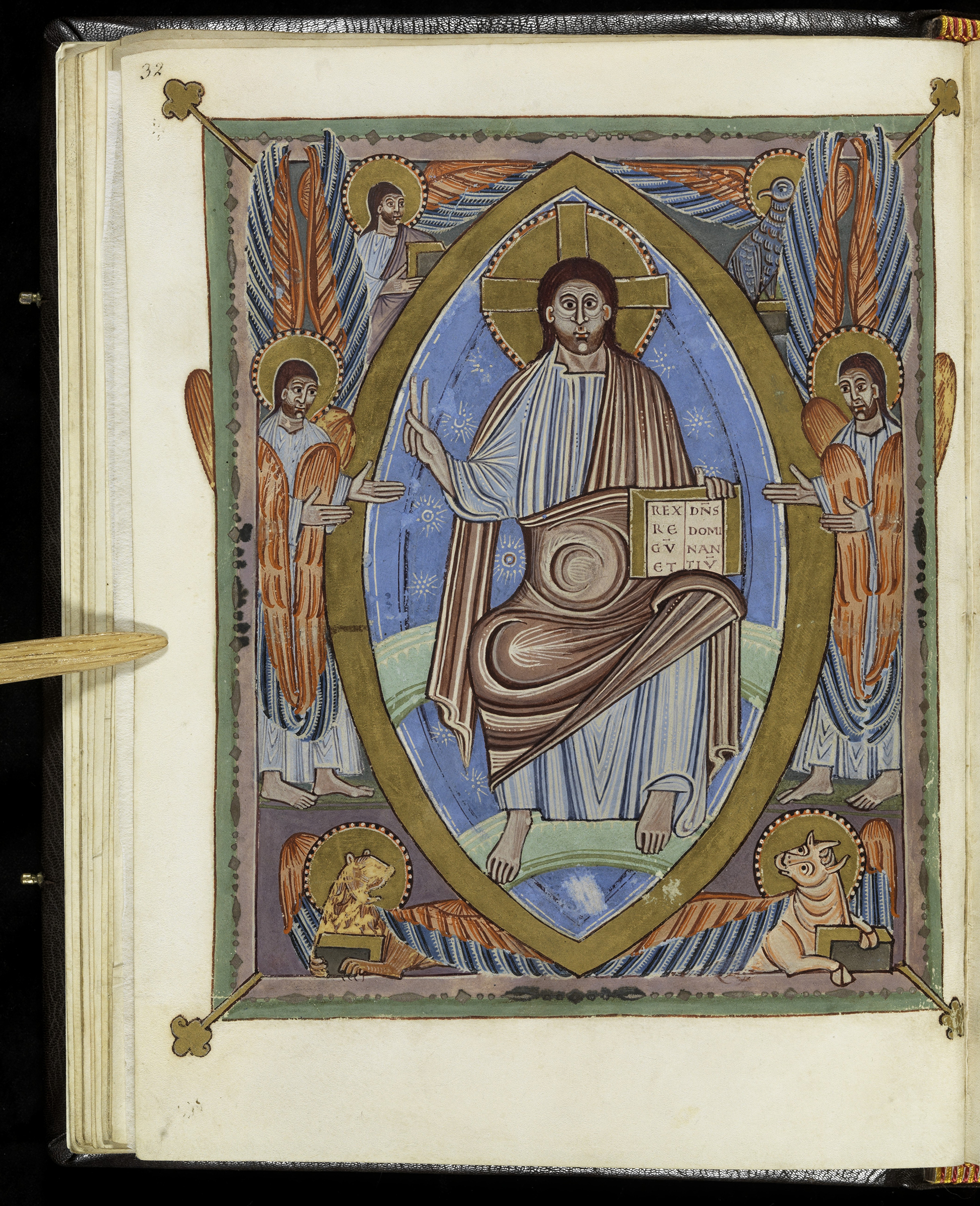
La Majestas Domini du sacrementaire de Tyniec

Le sacramentaire de Tyniec est un manuscrit enluminé composé en 1060-1070 par un scriptorium des environs de Cologne pendant la période de la Renaissance ottonienne.

## Description et historique

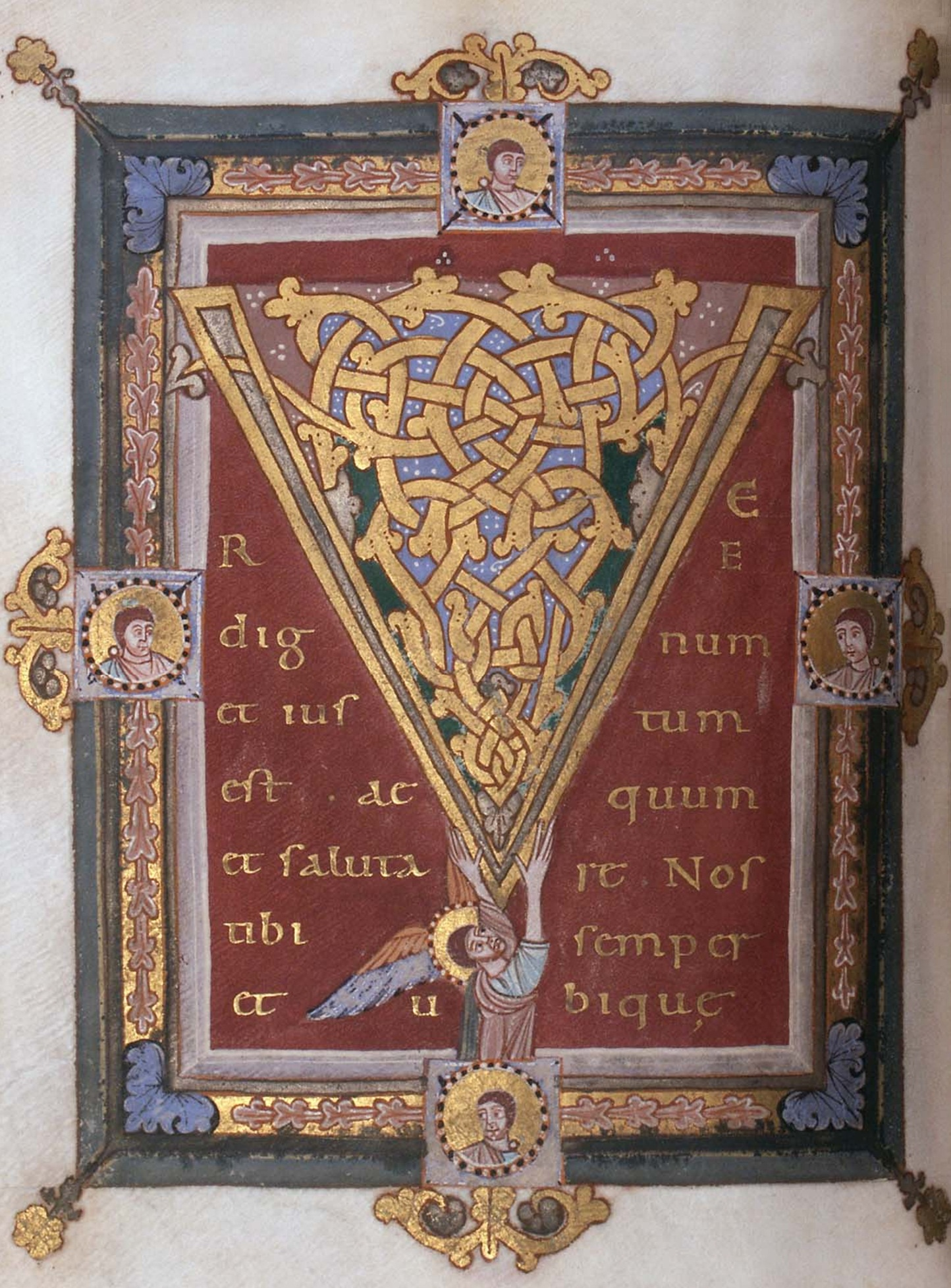
Page du Vere dignum et justum est

Ce sacramentaire rédigé en caroline minuscule se compose d'un manuscrit sur parchemin de vélin de 234 pages de 28,5 cm sur 22,5 cm richement illustré de miniatures. Il appartient à l'abbé Aaron de Brunvillare, de l'abbaye de Tyniec en Pologne, à la fin du XIe siècle, où il demeure, jusqu'au début du XIXe siècle.
Le sacramentaire fait partie de la collection du prince Stanislas Zamoyski en 1814. La famille Zamoyski est expropriée en 1946 et le manuscrit entre à la Bibliothèque nationale de Varsovie en 1946.
La miniature de la Majestas Domini présente le Christ trônant le livre ouvert sur l'inscription Roi des rois et entouré d'une mandorle. Il est flanqué de deux chérubins à quatre ailes et barbus et représenté avec les symboles des quatre Évangélistes. La page du Te igitur est illustrée en son milieu d'une remarquable Crucifixion qui sert d'initiale sur toute la plage, séparée en deux, de cette prière. De la même façon, le folio du texte du Vere dignum et justum est figure la lettrine du V en entrelacs dorés qui sépare toute la page, écrite en lettres d'or. La pointe du V est soutenue par un ange barbu, tandis que de chaque côté au milieu de la bordure des personnages ecclésiastiques figurent en quatre médaillons.

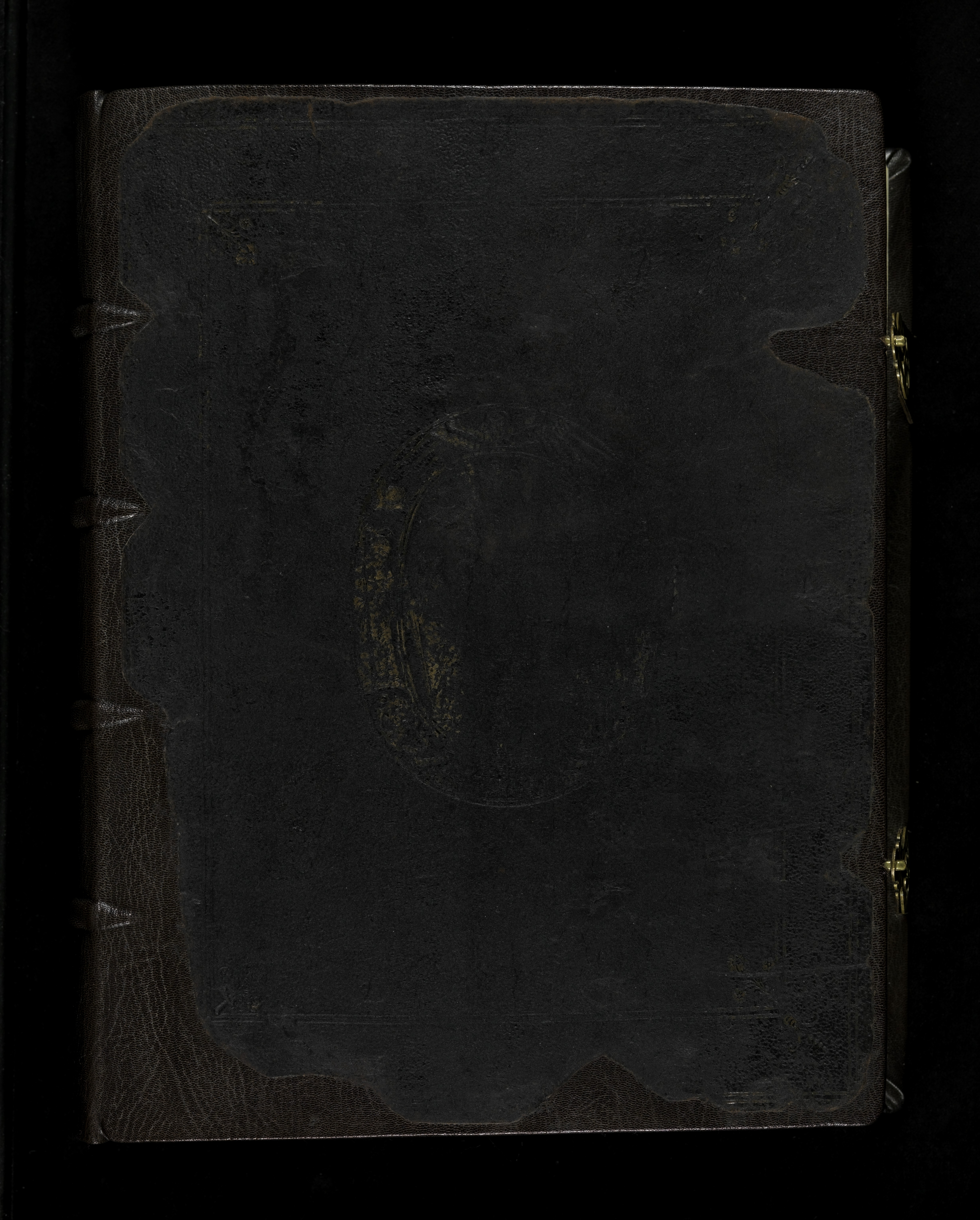
couverture
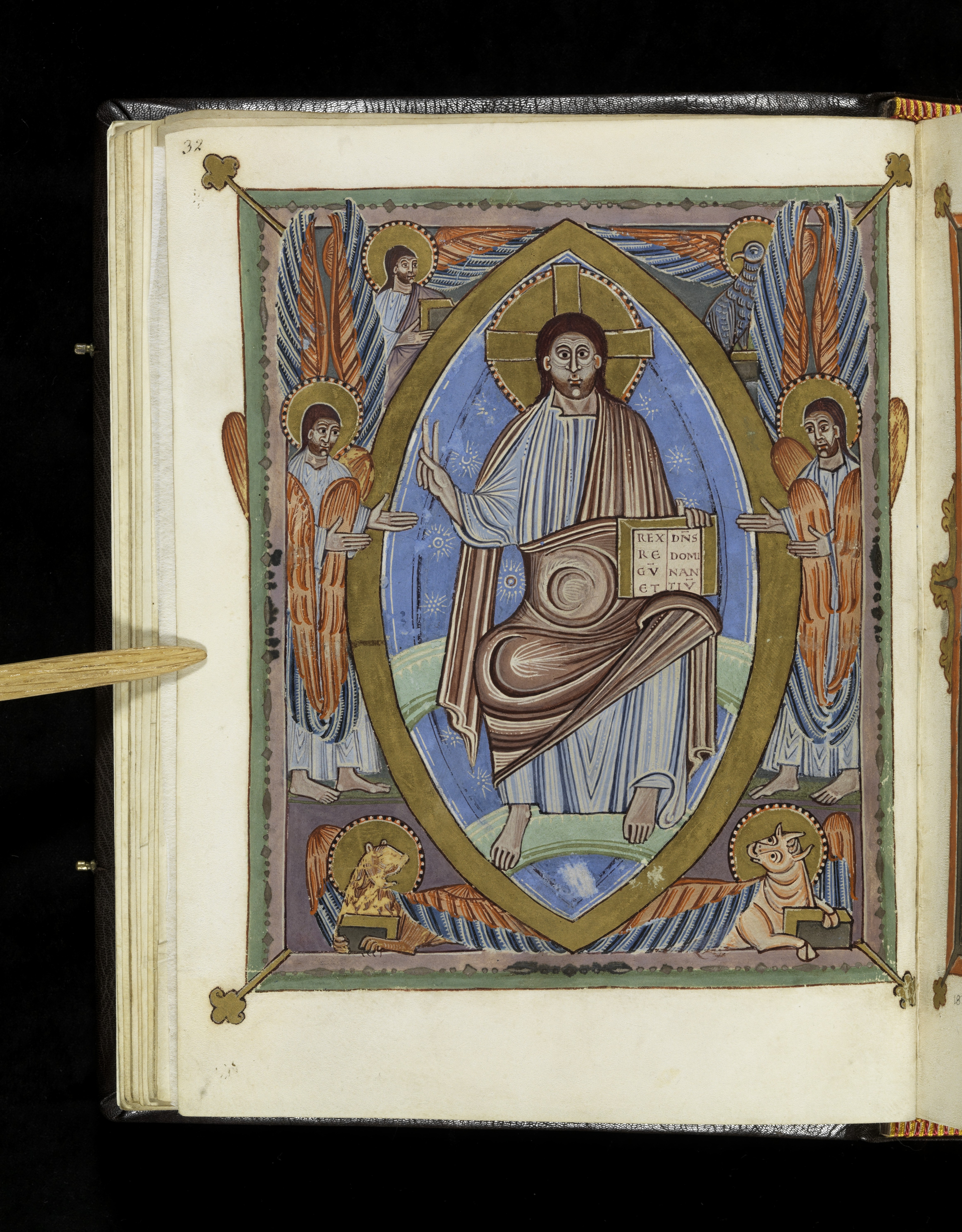
miniature de Maiestas Domini
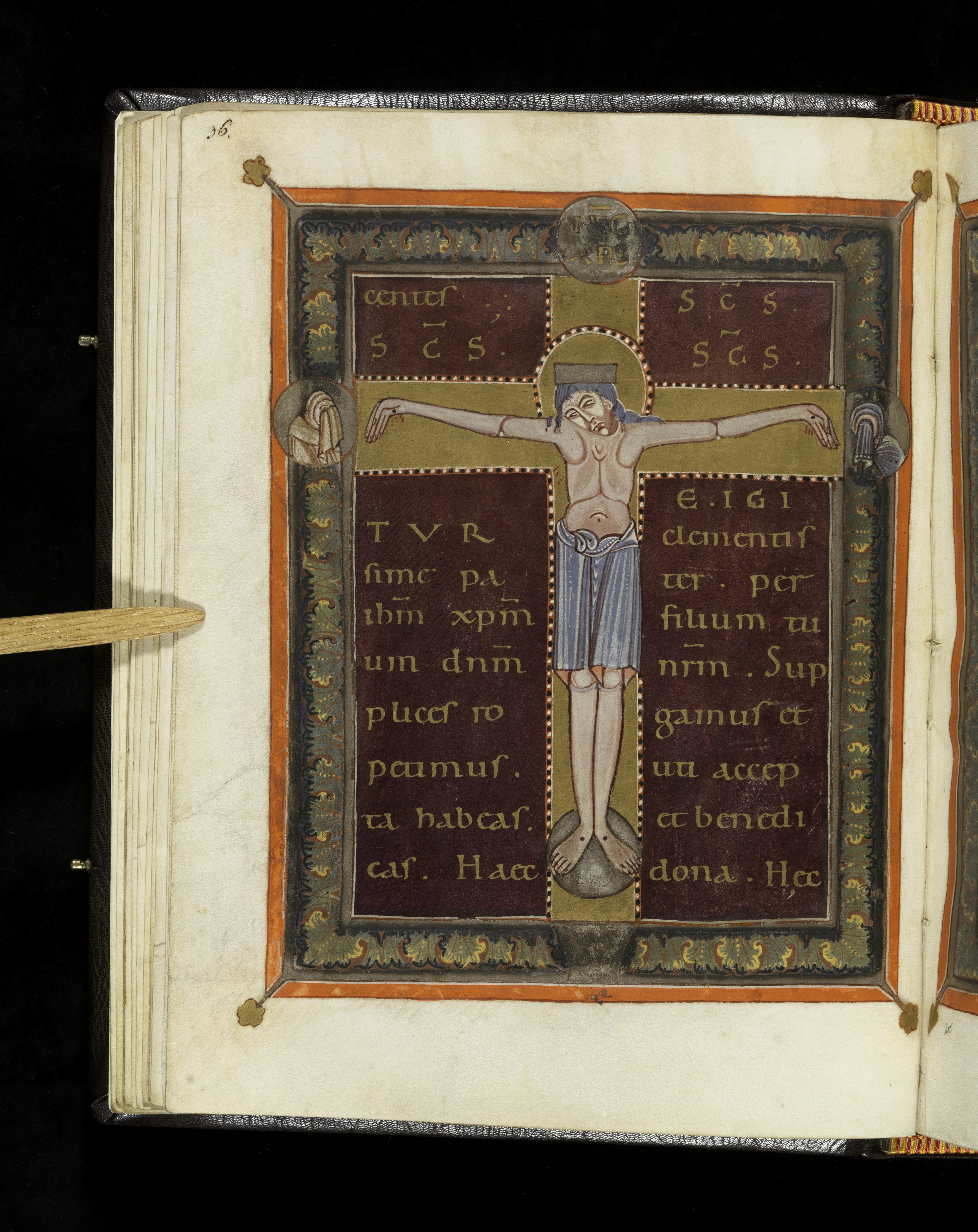
crucifix miniature
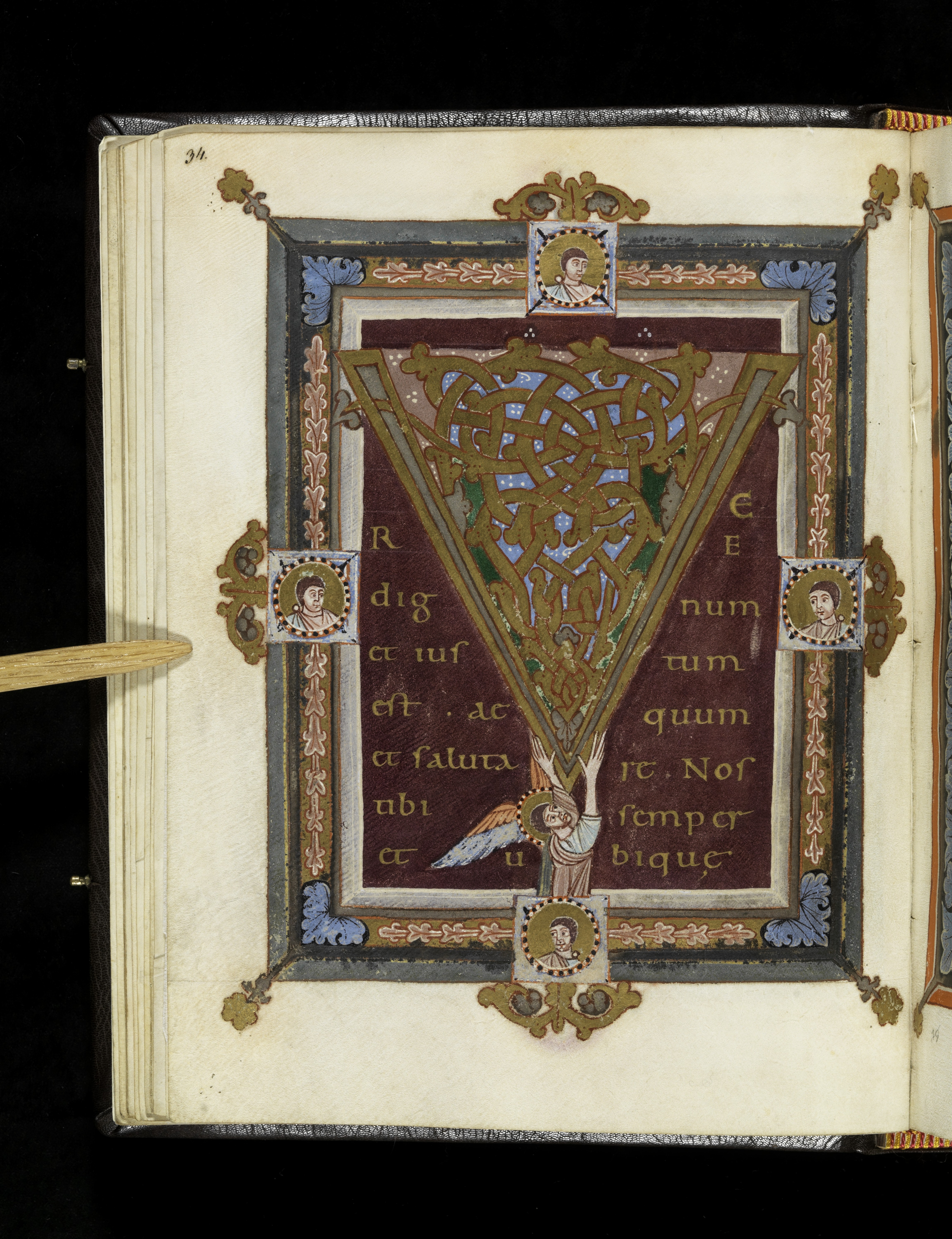
demi-initiale V
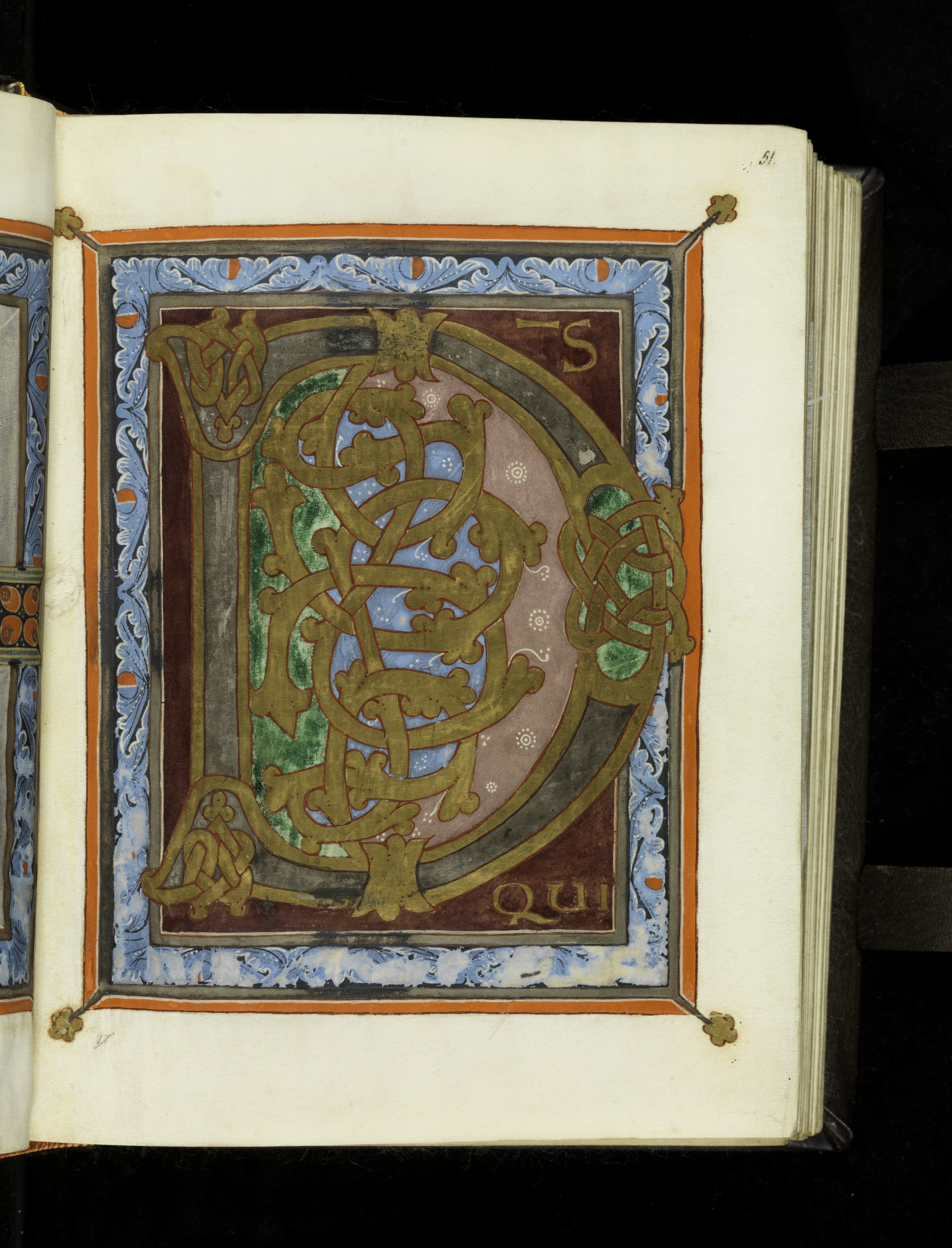
initiale semi-Circulaire D
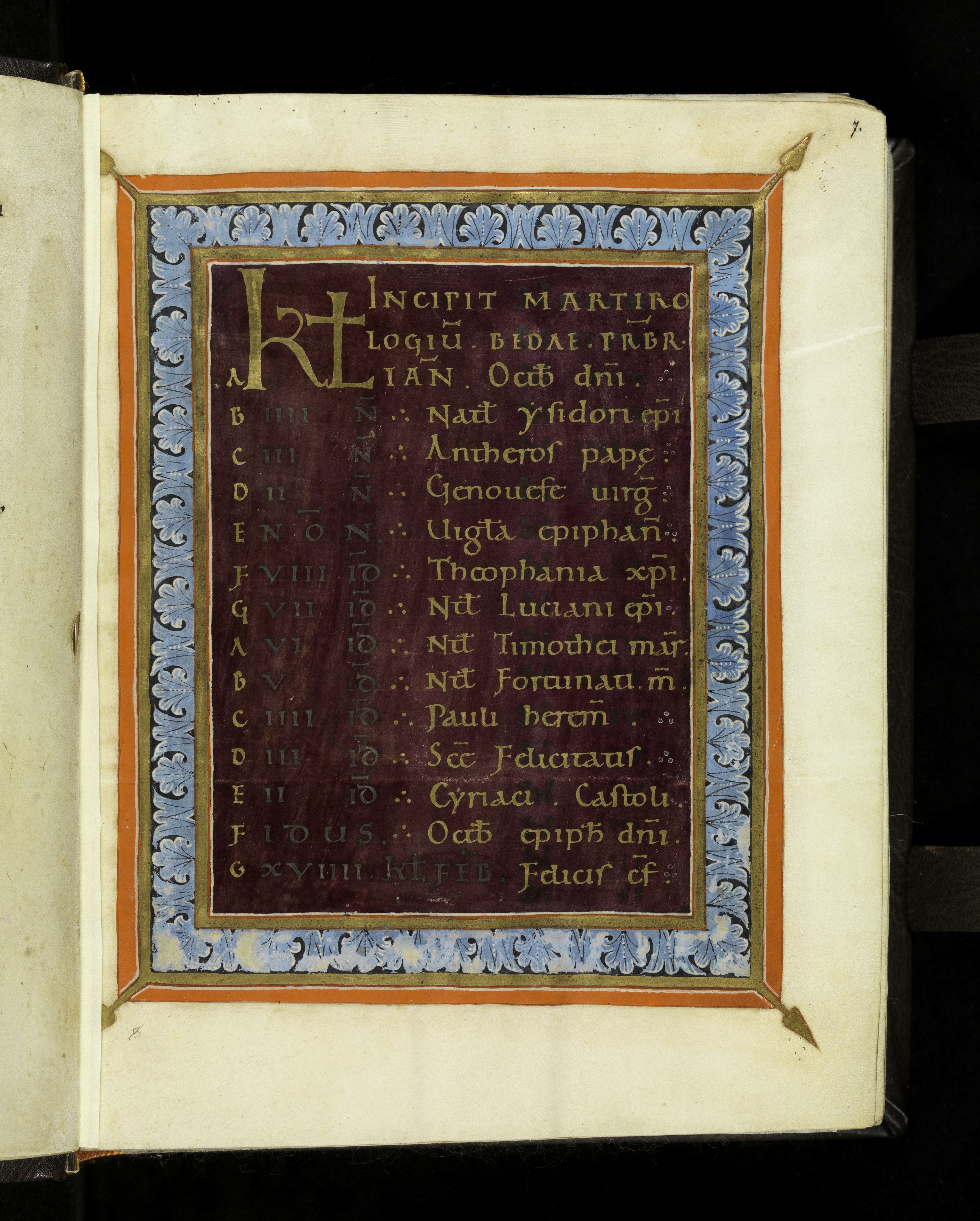
page décorative peinte en violet
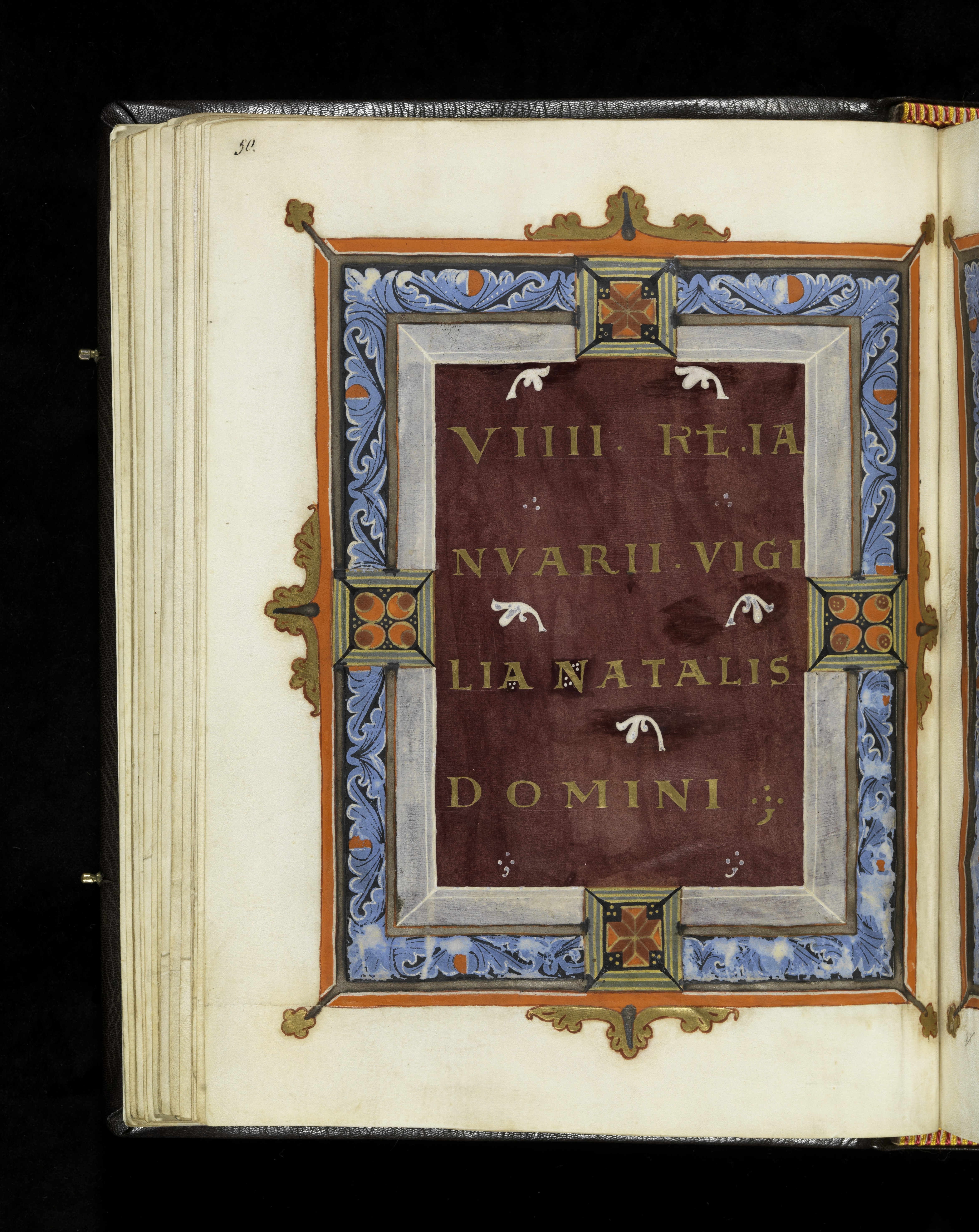
page décorative peinte en violet
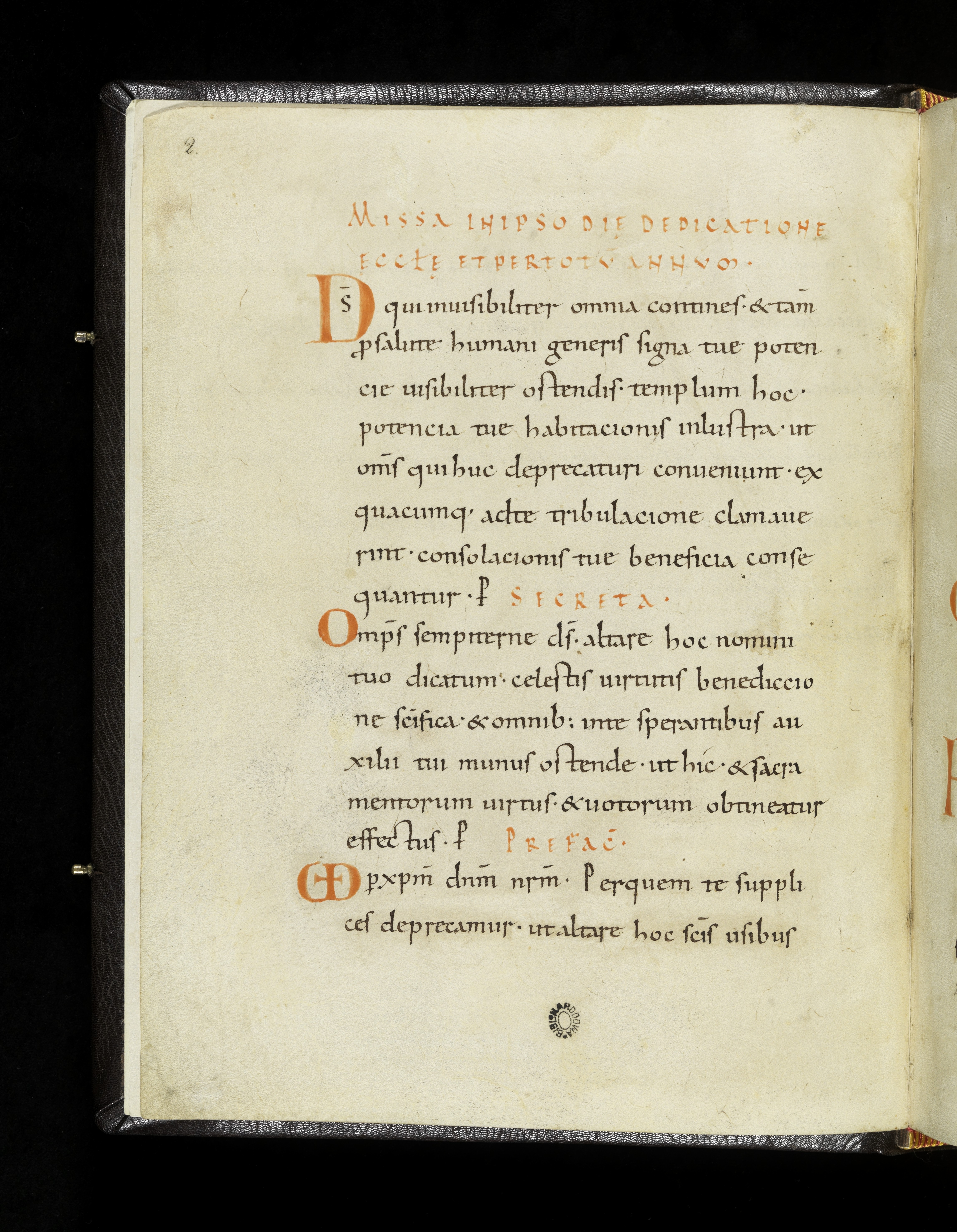
première page du texte
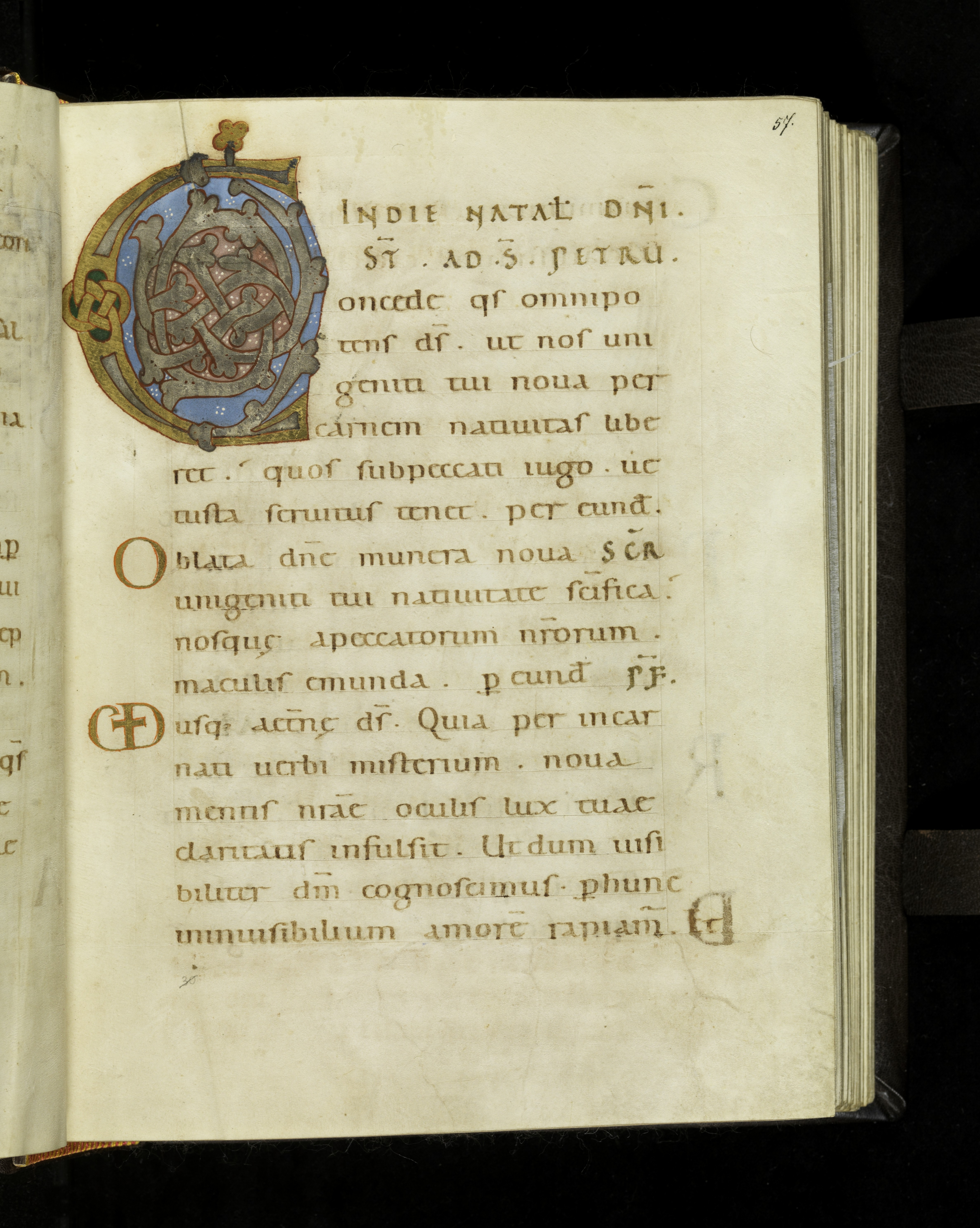
page avec l'initiale C
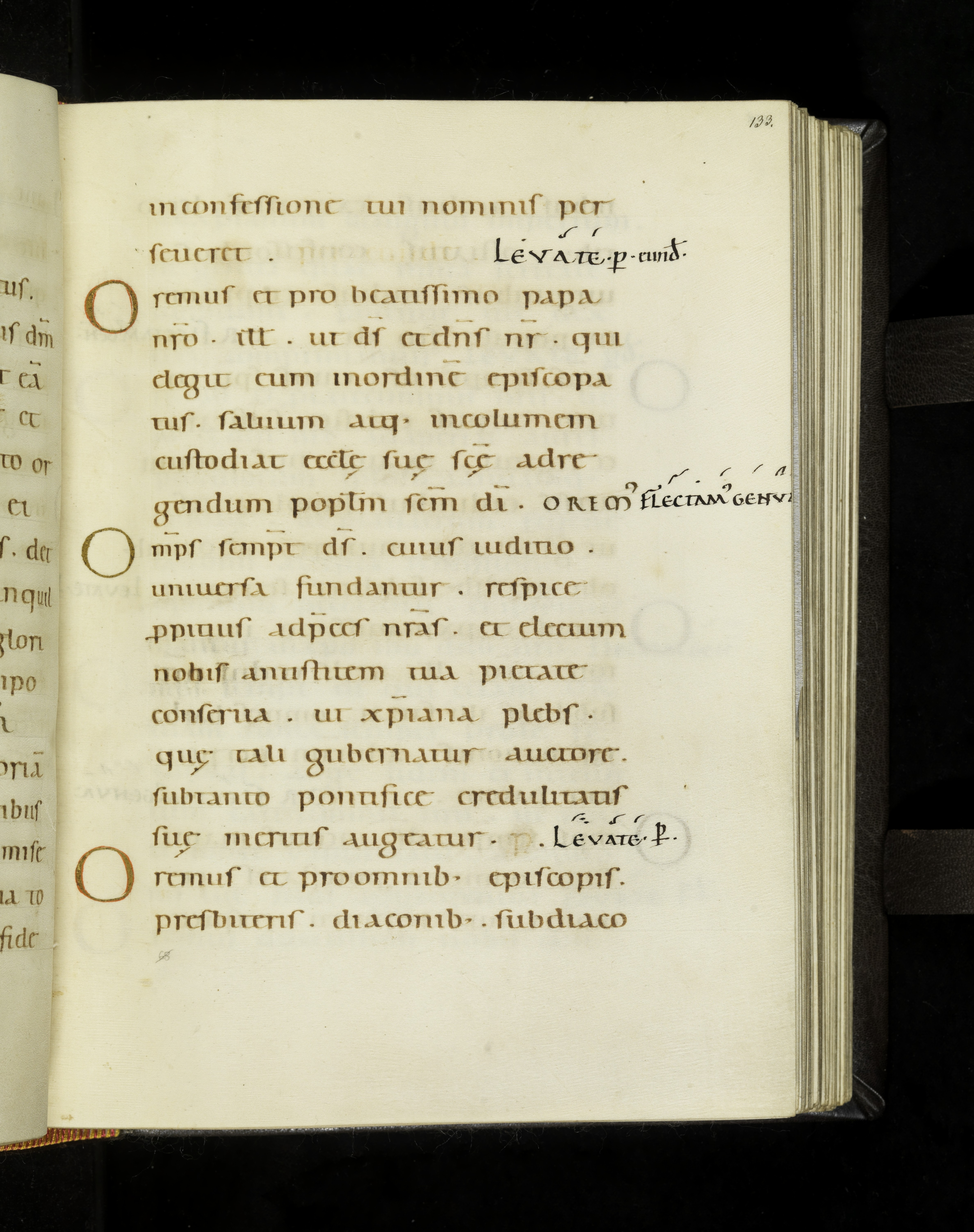
page avec Glose interlinéaire et Neume